# Frágil
Pour les articles homonymes, voir Fragile.
Frágil est un groupe de rock progressif péruvien, originaire de Lima. Il tire son nom du nom éponyme Yes album (Fragile). Fragil commence avec du rock progressif influencé par des groupes comme Yes, Genesis, ELP et Pink Floyd. Ce groupe connaît une réputation au niveau local à travers le single Av. Larco au début des années 1980. 

## Biographie
Pendant les années 1970, Octavio Castillo, César Bustamante et Luis Valderrama commencent la musique, et recrutent Harry Anton à la batterie, suivi en 1976 d'Andrés Dulude qui complète la formation de Frágil. Le groupe chante en anglais, Harry Anton ayant remplacé Arturo Creamer.
En 1980 sort leur premier enregistrement Avenida larco, considéré comme un classique du rock péruvien,  accompagné en 1981 d'un clip du morceau-titre Avenida larco. En 1983, lors d'un voyage en Argentine, Andrés Dulude se sépare du groupe, et part vivre au Mexique pour intégrer un groupe avec le choriste Rulli Rendo. Ils intègrent alors, pour le remplacer, Piñin Folgado. En 1988, Andrés Dulude revient au sein du groupe et participe à Serranío en 1989. Puis ils publient par la suite une compilation homonyme, Frágil. 
En 1992, ils entrent en studio pour enregistrer Cuento real, dans le New Jersey. L'album fait participer Andrés Dulude au chant, Luis Valderrama à la guitare, César Bustamante à la basse, Octavio Castillo aux claviers et à la flûte, et Jorge Durand à la batterie. Jorge Pardo fait un bref passage en tant que chanteur, avant l'arrivée de Santino de la Torre en 1995. En 1999, le groupe intègre Andrés Dulude et enregistre l'album live Sorpresa del tiempo en décembre au Muelle Uno à Lima, el cual se qui sera publié en 2003 par le label Musea.
En 2013, Andrés Dulude annonce son départ du groupe. Andrés jouera ses derniers concerts cette même année. Alex Rojas sera chanteur invité du groupe. En août 2015, le groupe annonce discuter avec Andrés Dulude pour qu'il revienne éventuellement au sein du groupe.

## Membres
- César Bustamante - basse, guitare acoustique, claviers, voix secondaires
- Octavio Castillo - clavier, flûte, guitare, voix secondaires
- Andrés Dulude - voix principale, guitare acoustique
- Jorge Duránd - batterie
- Luis Valderrama - guitare

## Discographie

### Albums studio
- 1981 : Avenida larco
- 1990 : Serranio
- 1992 : Frágil
- 1993 : Cuento real
- 1995 : Alunado
- 2002 : Sorpresa del tiempo

### Single
- La Nave Blanca